# Сирт (залив)
Сирт (Сидра, Голям Сирт) (на арабски: خليج سرت; на латински: Syrtis Major) е залив в южната част на Средиземно море, край бреговете на Либия. Вдава се в сушата на 115 km, ширина на входа (между градовете Мисурата на запад и Бенгази на изток) 465 km. Дълбочина до 1374 m. Приливите са полуденонощни, с височина до 0,4 m. Във водите на залива е измерена най-високата температура на водата в Средиземно море. Основни пристанища са Бенгази, Марса Брега и Ес Сидер, като последните две са само нефтени пристанища.
От стопанско значение е риболовът на риба тон.